# Gmina Jefferson (hrabstwo Butler, Iowa)

Położenie Gminy Jefferson w hrabstwie Butler

Gmina Jefferson (ang. Jefferson Township) – gmina w USA, w stanie Iowa, w hrabstwie Butler. Według danych z 2000 roku gmina miała 315 mieszkańców.